# Ken Weeks
Kenneth „Ken“ Loxton Weeks (* 5. Oktober 1913 in Grafton, New South Wales) ist ein australischer Supercentenarian. Er ist seit dem 18. Mai 2024 die älteste in Australien lebende Person.

## Leben
Ken Weeks wuchs gemeinsam mit vier jüngeren Geschwistern auf einer Farm in der nordaustralischen Kleinstadt Grafton auf. Nach seinem Schulabschluss absolvierte er bis Anfang der 1930er-Jahre eine Ausbildung zum Straßenbauer. In diesem Beruf war er bis zum Zweiten Weltkrieg tätig. Während dieser Zeit ging er verschiedenen Tätigkeiten nach, wie beispielsweise als Lastwagenfahrer, Milchmann, Busfahrer oder Landwirt. Nach dem Ende des Krieges wurde er für einige Jahre der Pächter einer Tankstelle in Brisbane. Danach arbeitete er noch zeitweise als Verkäufer in einem Autohaus und anschließend in einer Reparaturwerkstatt für elektronische Geräte. Ende der 1970er-Jahre ging er dann in den Ruhestand.
Weeks war ab 1941 bis zu ihrem Tod mit der Landwirtin Jeanne McPhee (1911–1986) verheiratet. Aus der Ehe gingen zwei Söhne hervor. Er hat inzwischen fünf Enkelkinder und sieben Urenkelkinder. Zwei Brüder von Weeks erreichten mit 98 Jahren bzw. 101 Jahren ebenfalls ein sehr hohes Alter. Weeks blieb stets sportlich aktiv und konnte bis zu seinem 104. Lebensjahr noch ohne Gehhilfe laufen. Erst im Alter von 105 Jahren zog er dann Anfang des Jahres 2019 in eine Seniorenresidenz in Clarence Valley Council, wo er seither lebt.

### Altersrekorde
Nach dem Tod von Frank Mawer im Alter von 110 Jahren am 17. September 2022 wurde Weeks zum ältesten in Australien lebenden Mann. Mit seinem 110. Geburtstag im Oktober 2023 wurde Weeks zum Supercentenarian. Am 12. April 2025 überholte Weeks vom Alter her Dexter Kruger (13. Januar 1910–20. Juli 2021) und gilt damit nun als ältester Mann, der jemals in Australien gelebt hat.